# روی وارد بیکر
روی وارد بیکر (انگلیسی: Roy Ward Baker؛ ۱۹ دسامبر ۱۹۱۶ – ۵ اکتبر ۲۰۱۰) کارگردان فیلم و تهیه‌کننده اهل انگلستان بود. وی بین سال‌های ۱۹۴۷ تا ۱۹۹۲ میلادی فعالیت می‌کرد.

## فیلمشناسی
- شبی به یاد ماندنی (۱۹۵۸)